# Copa d'Àfrica de Nacions 1986
El 1986 es disputà la quinzena edició de la Copa d'Àfrica de Futbol, a Egipte. Es mantingué el format de l'edició anterior. Egipte fou el campió, després de derrotar Camerun als penals (5-4). La final havia acabat amb empat a 0.

## Fase de classificació
Hi participaren aquestes 8 seleccions:
| Equips                  | Participacions anteriors                                  | Millor resultat        |
| ----------------------- | --------------------------------------------------------- | ---------------------- |
| Algèria                 | 4 (1968, 1982, 1980 i 1984)                               | Finalistes (1980)      |
| Camerun (vigent campió) | 4 (1970, 1972, 1982 i 1984)                               | Campions (1984)        |
| Costa d'Ivori           | 5 (1965, 1968, 1970, 1974, 1980 i 1984)                   | Tercers (1965 i 1968)  |
| Egipte (amfitrió)       | 9 (1957, 1959, 1962, 1963, 1970, 1974, 1976, 1980 i 1984) | Campions (1957 i 1959) |
| Marroc                  | 4 (1972, 1976, 1978 i 1980)                               | Campions (1976)        |
| Moçambic                | Debutants                                                 | Debutants              |
| Senegal                 | 2 (1965 i 1968)                                           | Quart (1965)           |
| Zàmbia                  | 3 (1974, 1978 i 1982)                                     | Finalistes (1974)      |

## Seus
| El Caire                       | El CaireAlexandria | Alexandria          |
| Estadi Internacional del Caire | El CaireAlexandria | Estadi d'Alexandria |
| Capacitat: 90.000              | El CaireAlexandria | Capacitat: 15.000   |
|                                | El CaireAlexandria |                     |

## Competició

### Primera fase

#### Grup A
| Pos | Equip         | PJ | PG | PE | PP | GF | GC | DG | Pts | Classificació          |
| --- | ------------- | -- | -- | -- | -- | -- | -- | -- | --- | ---------------------- |
| 1   | Egipte (H)    | 3  | 2  | 0  | 1  | 4  | 1  | +3 | 4   | Avança a la fase final |
| 2   | Costa d'Ivori | 3  | 2  | 0  | 1  | 4  | 2  | +2 | 4   | Avança a la fase final |
| 3   | Senegal       | 3  | 2  | 0  | 1  | 3  | 1  | +2 | 4   |                        |
| 4   | Moçambic      | 3  | 0  | 0  | 3  | 0  | 7  | −7 | 0   |                        |

| Senegal  | 1–0     | Egipte |
| -------- | ------- | ------ |
| Youm 67' | Informe |        |

| Costa d'Ivori                  | 3–0     | Moçambic |
| ------------------------------ | ------- | -------- |
| A. Traoré 25', 74' · N'Dri 86' | Informe |          |

| Senegal                | 2–0     | Moçambic |
| ---------------------- | ------- | -------- |
| Fall 28' · Bocandé 83' | Informe |          |

| Egipte                       | 2–0     | Costa d'Ivori |
| ---------------------------- | ------- | ------------- |
| Gharieb 73' · Abdelhamid 83' | Informe |               |

| Costa d'Ivori | 1–0     | Senegal |
| ------------- | ------- | ------- |
| A. Traoré 71' | Informe |         |

| Egipte            | 2–0     | Moçambic |
| ----------------- | ------- | -------- |
| Abouzaid 13', 15' | Informe |          |

#### Grup B
| Pos | Equip   | PJ | PG | PE | PP | GF | GC | DG | Pts | Classificació          |
| --- | ------- | -- | -- | -- | -- | -- | -- | -- | --- | ---------------------- |
| 1   | Camerun | 3  | 2  | 1  | 0  | 7  | 5  | +2 | 5   | Avança a la fase final |
| 2   | Marroc  | 3  | 1  | 2  | 0  | 2  | 1  | +1 | 4   | Avança a la fase final |
| 3   | Algèria | 3  | 0  | 2  | 1  | 2  | 3  | −1 | 2   |                        |
| 4   | Zàmbia  | 3  | 0  | 1  | 2  | 2  | 4  | −2 | 1   |                        |

| Algèria | 0–0     | Marroc |
| ------- | ------- | ------ |
|         | Informe |        |

| Camerun                            | 3–2     | Zàmbia                          |
| ---------------------------------- | ------- | ------------------------------- |
| Milla 46' · M'Fédé 67', 82' (pen.) | Informe | Chabala 65' · Bwalya 77' (pen.) |

| Algèria | 0–0     | Zàmbia |
| ------- | ------- | ------ |
|         | Informe |        |

| Camerun   | 1–1     | Marroc     |
| --------- | ------- | ---------- |
| Milla 89' | Informe | Krimau 63' |

| Marroc              | 1–0     | Zàmbia |
| ------------------- | ------- | ------ |
| Chilengi 18' (p.p.) | Informe |        |

| Camerun                         | 3–2     | Algèria                |
| ------------------------------- | ------- | ---------------------- |
| Kana-Biyik 66', 70' · Milla 72' | Informe | Madjer 61' · Maroc 73' |

### Eliminatòries
|  | Semifinals           | Semifinals |                    |       | Final | Final |
|  |                      |            |                    |       |       |       |
|  | 17 març – El Caire   |            |                    |       |       |       |
|  |                      |            |                    |       |       |       |
|  | Egipte               | 1          |                    |       |       |       |
|  | Egipte               | 1          | 21 març – El Caire |       |       |       |
|  | Marroc               | 0          |                    |       |       |       |
|  | Marroc               | 0          | Egipte (p.)        | 0 (5) |       |       |
|  | 17 març – Alexandria |            | Egipte (p.)        | 0 (5) |       |       |
|  |                      | Camerun    | 0 (4)              |       |       |       |
|  | Camerun              | Camerun    | 0 (4)              | 1     |       |       |
|  | Camerun              |            |                    | 1     |       |       |
|  | Costa d'Ivori        | 0          |                    |       |       |       |
|  | Costa d'Ivori        | 0          | Tercer lloc        |       |       |       |
|  |                      |            |                    |       |       |       |
|  | 20 març – El Caire   |            |                    |       |       |       |
|  |                      |            |                    |       |       |       |
|  | Marroc               | 2          |                    |       |       |       |
|  | Marroc               | 2          |                    |       |       |       |
|  | Costa d'Ivori        | 3          |                    |       |       |       |

#### Semifinals
| Egipte       | 1–0     | Marroc |
| ------------ | ------- | ------ |
| Abouzaid 79' | Informe |        |

| Camerun   | 1–0     | Costa d'Ivori |
| --------- | ------- | ------------- |
| Milla 46' | Informe |               |

#### 3r i 4t lloc
| Costa d'Ivori                               | 3–2     | Marroc                 |
| ------------------------------------------- | ------- | ---------------------- |
| Ben Salah 8' · Kassi-Kouadio 38', 68' (pen) | Informe | Rhiati 44' · Sahil 85' |

#### Final
| Egipte                                                  | 0–0     | Camerun                                               |
| ------------------------------------------------------- | ------- | ----------------------------------------------------- |
|                                                         | Informe |                                                       |
| Tanda de penals                                         |         |                                                       |
| Yehia · Abdelghani · Abdou · Mayhoub · Shehata · Kassem | 5–4     | M'Fédé · Kundé · M'Bida · Milla · Aoudou · Kana-Biyik |

## Campió
| Guanyador de Copa d'Àfrica 1986 |
| ------------------------------- |
| · Egipte · Tercer títol         |

## Golejadors
4 gols
- Roger Milla

3 gols
- Abdoulaye Traoré
- Taher Abouzaid

2 gols
- André Kana-Biyik
- Louis-Paul M'Fédé
- Lucien Kassi-Kouadio

1 gol
- Rabah Madjer
- Karim Maroc
- Shawky Gharib
- Gamal Abdelhamid
- Kouassi N'Dri
- Oumar Ben Salah
- Abdelkrim Merry "Krimau"
- Abdelfettah Rhiati
- Mohammed Sahil
- Jules Bocandé
- Pape Fall
- Thierno Youm
- Kalusha Bwalya
- Michael Chabala

En pròpia porta
- Jones Chilengi (contra el Marroc)

## Equip ideal de la CAF
Porter
- Thomas N'Kono

Defenses
- André Kana-Biyik
- Ali Shehata
- Roger Mendy
- Rabei Yassin

Mitjos
- Emile Mbouh
- Magdi Abdelghani
- Moustafa Abdou
- Taher Abouzaid

Davanters
- Roger Milla
- Kalusha Bwalya